# Ykspetäjäinen
Ykspetäjäinen är en ö i Finland. Den ligger i Bottenhavet och i kommunen Nystad i den ekonomiska regionen  Nystadsregionen i landskapet Egentliga Finland, i den sydvästra delen av landet. Ön ligger omkring 65 kilometer nordväst om Åbo och omkring 210 kilometer väster om Helsingfors.
Öns area är 3 hektar och dess största längd är 310 meter i sydöst-nordvästlig riktning.